# Юношеская лига УЕФА 2015/2016
Юношеская лига УЕФА 2015/2016 — третий розыгрыш Юношеской лиги УЕФА, клубного футбольного турнира среди юношеских команд европейских клубов, проводимого УЕФА.
После двухлетнего пробного периода Юношеская лига УЕФА с сезона 2015/2016 стала постоянным турниром под эгидой УЕФА, а турнир расширился с 32 до 64 команд.
Победителем турнира второй раз подряд стал английский «Челси» обыгравший в финале французский «Пари Сен-Жермен» со счётом 1:2.

## Изменения в формате
Организационный комитет УЕФА, проведённый 18 сентября 2014 подтвердил следующие изменения в Юношеской лиге УЕФА с сезона 2015/2016:
- Турнир будет расширен с 32 до 64 команд. В число 64 команд войдут юношеские команды 32 клубов, участвующих в групповом этапе Лиги чемпионов УЕФА, которые были включены в число участников с первого розыгрыша, а также победители юношеских национальных турниров 32 лучших ассоциаций в соответствии с их рейтингом, которые будут включены в число участников с сезона 2015/2016. Ассоциации, не имеющие победителя национального юношеского турнира и национального чемпиона, уже попавшего в Путь Лиги чемпионов УЕФА, будут заменены следующей ассоциацией в рейтинге УЕФА.
- Новый формат турнира подразумевает две группы команд, соревнующихся отдельно друг от друга до стыковых матчей:
  - Путь Лиги чемпионов УЕФА: 32 юношеские команды клубов, участвующих в Лиге чемпионов УЕФА сохранят формат и расписание матчей группового этапа, которые соответствуют групповому этапу Лиги чемпионов УЕФА. Победители групп пройдут в 1/8 финала, а команды, занявшие вторые места, пройдут в стыковые матчи.
  - Путь национальных чемпионов: 32 победителей национальных юношеских турниров проведут два раунда двухматчевых противостояний, а восемь победителей пройдут в стыковые матчи.
  - В стыковых матчах победители Пути национальных чемпионов сыграют один матч дома против команд, занявших вторые места в группе Пути Лиги чемпионов УЕФА.
  - В 1/8 финала победители групп Пути Лиги чемпионов УЕФА сыграют один матч победителей стыковых матчей (хозяева матчей будут определены жеребьёвкой).
  - В четвертьфинале, полуфинале и финале команды сыграют друг с другом по одному матчу (хозяева четвертьфинальных матчей будут определены жеребьёвкой, полуфинал и финал будет проведён на нейтральном стадионе).
- 19-летний возрастной лимит будет сохранён, но клубы смогут включить в свою общую заявку на турнир из 40 игроков не больше трёх игроков до 20 лет, чтобы смягчить нагрузку на игроков, посещающих школу.

## Команды
Всего в турнире участвуют 64 команды:
- Юношеские команды 32 клубов, участвующих в групповом этапе Лиги чемпионов УЕФА 2015/2016 участвуют в Пути Лиги чемпионов УЕФА.
- Победители национальных юношеских турниров 32 лучших ассоциаций в соответствии с их рейтингом участвуют в Пути национальных чемпионов (Ассоциации, не имеющие победителя национального юношеского турнира и национального чемпиона, уже попавшего в Путь Лиги чемпионов УЕФА, будут заменены следующей ассоциацией в рейтинге УЕФА)[6][7].

| Место | Ассоциация           | Команды                                                | Команды                     |
| Место | Ассоциация           | Путь Лиги чемпионов УЕФА                               | Путь национальных чемпионов |
| ----- | -------------------- | ------------------------------------------------------ | --------------------------- |
| 1     | Испания              | Барселона Реал Мадрид Атлетико Мадрид Севилья Валенсия | Вильярреал                  |
| 2     | Англия               | Челси Манчестер Сити Арсенал Манчестер Юнайтед         | Мидлсбро                    |
| 3     | Германия             | Бавария Вольфсбург Боруссия (Мёнхенгладбах) Байер 04   | Шальке 04                   |
| 4     | Италия               | Ювентус Рома                                           | Торино                      |
| 5     | Португалия           | Бенфика Порту†                                         |                             |
| 6     | Франция              | Пари Сен-Жермен Олимпик Лион                           | Реймс                       |
| 7     | Россия               | Зенит ЦСКА (Москва)                                    | Спартак (Москва)            |
| 8     | Нидерланды           | ПСВ                                                    | Аякс                        |
| 9     | Украина              | Динамо (Киев) Шахтёр (Донецк)†                         |                             |
| 10    | Бельгия              | Гент                                                   | Андерлехт                   |
| 11    | Турция               | Галатасарай                                            | Бешикташ                    |
| 12    | Греция               | Олимпиакос (Пирей)†                                    |                             |
| 13    | Швейцария            |                                                        | Серветт                     |
| 14    | Австрия              |                                                        | Ред Булл (Зальцбург)        |
| 15    | Чехия                |                                                        | Пршибрам                    |
| 16    | Румыния              |                                                        | Вииторул                    |
| 17    | Израиль              | Маккаби (Тель-Авив)†                                   |                             |
| 18    | Кипр                 |                                                        | АПОЭЛ                       |
| 19    | Дания                |                                                        | Мидтьюлланн                 |
| 20    | Хорватия             | Динамо (Загреб)†                                       |                             |
| 21    | Польша               |                                                        | Легия                       |
| 22    | Беларусь             | БАТЭ                                                   | Минск                       |
| 23    | Шотландия            |                                                        | Селтик                      |
| 24    | Швеция               | Мальмё                                                 | Эльфсборг                   |
| 25    | Болгария             |                                                        | Литекс                      |
| 26    | Норвегия             |                                                        | Бранн                       |
| 27    | Сербия               |                                                        | Рад                         |
| 28    | Венгрия              |                                                        | Академия Пушкаша            |
| 29    | Словения             |                                                        | Домжале                     |
| 30    | Словакия             |                                                        | Сеница                      |
| 31    | Молдова              |                                                        | Зимбру                      |
| 32    | Азербайджан          |                                                        | Ряван                       |
| 33    | Грузия               |                                                        | Сабуртало                   |
| 34    | Казахстан            | Астана                                                 | Актобе                      |
| 35    | Босния и Герцеговина |                                                        | Железничар                  |
| 36    | Финляндия            |                                                        | ХИК                         |
| 37    | Исландия             |                                                        | Стьярнан                    |

Примечания
† Команды, которые также являются победителями юношеских национальных турниров.
| 38 | Латвия            |
| 39 | Черногория        |
| 40 | Албания           |
| 41 | Литва             |
| 42 | Македония         |
| 43 | Ирландия          |
| 44 | Люксембург        |
| 45 | Мальта            |
| 46 | Лихтенштейн       |
| 47 | Северная Ирландия |
| 48 | Уэльс             |
| 49 | Армения           |
| 50 | Эстония           |
| 51 | Фарерские острова |
| 52 | Сан-Марино        |
| 53 | Андорра           |
| 54 | Гибралтар         |

## Расписание матчей и жеребьёвок
Расписание турнира является следующим (все жеребьёвки проводятся в штаб-квартире УЕФА в Ньоне, Швейцария, если не указано по-другому).
| Стадия                                  | Раунд          | Дата жеребьёвки          | 1-й матч                                   | 2-й матч                                   |
| --------------------------------------- | -------------- | ------------------------ | ------------------------------------------ | ------------------------------------------ |
| Групповой этап Пути Лиги чемпионов УЕФА | 1 тур          | 27 августа 2015 (Монако) | 15-16 сентября 2015                        | 15-16 сентября 2015                        |
| Групповой этап Пути Лиги чемпионов УЕФА | 2 тур          | 27 августа 2015 (Монако) | 29-30 сентября 2015                        | 29-30 сентября 2015                        |
| Групповой этап Пути Лиги чемпионов УЕФА | 3 тур          | 27 августа 2015 (Монако) | 20-21 октября 2015                         | 20-21 октября 2015                         |
| Групповой этап Пути Лиги чемпионов УЕФА | 4 тур          | 27 августа 2015 (Монако) | 3-4 ноября 2015                            | 3-4 ноября 2015                            |
| Групповой этап Пути Лиги чемпионов УЕФА | 5 тур          | 27 августа 2015 (Монако) | 24-25 ноября 2015                          | 24-25 ноября 2015                          |
| Групповой этап Пути Лиги чемпионов УЕФА | 6 тур          | 27 августа 2015 (Монако) | 8-9 декабря 2015                           | 8-9 декабря 2015                           |
| Путь национальных чемпионов             | Первый раунд   | 1 сентября 2015          | 29-30 сентября 2015                        | 20-21 октября 2015                         |
| Путь национальных чемпионов             | Второй раунд   | 1 сентября 2015          | 3-4 ноября 2015                            | 24-25 ноября 2015                          |
| Плей-офф                                | Стыковые матчи | 14 декабря 2015          | 9-10 февраля 2016                          | 9-10 февраля 2016                          |
| Плей-офф                                | 1/8 финала     | 15 февраля 2016          | 22-23 февраля 2016                         | 22-23 февраля 2016                         |
| Плей-офф                                | Четвертьфинал  | 15 февраля 2016          | 8-9 марта 2016                             | 8-9 марта 2016                             |
| Плей-офф                                | Полуфинал      | 15 февраля 2016          | 15 апреля 2016 на стадионе «Коловрэ», Ньон | 15 апреля 2016 на стадионе «Коловрэ», Ньон |
| Плей-офф                                | Финал          | 15 февраля 2016          | 18 апреля 2016 на стадионе «Коловрэ», Ньон | 18 апреля 2016 на стадионе «Коловрэ», Ньон |

Примечания
- На групповом этапе Пути Лиги чемпионов УЕФА команды принципиально проводят свои матчи по вторникам и средам, в те же дни, что и соответствующие взрослые команды в Лиге чемпионов УЕФА; однако, матчи могут проводиться в другие дни, в том числе по понедельникам и четвергам.
- В первом и втором раундах Пути национальных чемпионов матчи принципиально проводятся по средам; однако, матчи также могут проводиться в другие дни, в том числе по понедельникам, вторникам и четвергам.
- В стыковых матчах, 1/8 финала и четвертьфиналах матчи принципиально проводятся по вторникам и средам; однако, матчи также могут проводиться в другие дни, при условии, что они будут завершены до следующих дат:
  - Стыковые матчи: 12 февраля 2016
  - 1/8 финала: 26 февраля 2016
  - Четвертьфинал: 18 марта 2016

## Путь Лиги чемпионов УЕФА
В Пути Лиги чемпионов УЕФА 32 команды были поделены на восемь групп по четыре команды. Для них не проводилось отдельной жеребьёвки, состав групп соответствует жеребьёвке группового этапа Лиги чемпионов УЕФА 2015/2016, которая была проведена в Монако 27 августа 2015.
В каждой группе команды играют друг против друга дома и в гостях по круговой системе. Игровыми днями являются 15-16 сентября, 29-30 сентября, 20-21 октября, 3-4 ноября, 24-25 ноября и 8-9 декабря 2015. Восемь победителей групп попадают в 1/8 финала, а восемь команд, занявших вторые места в группах, попадают в стыковые матчи, где к ним присоединятся восемь победителей второго раунда Пути национальных чемпионов.
| Определение положения команд в случае равенства набранных очков |
| --- |
| Положение команд определяется по количеству набранных очков (3 очка за победу, 1 очко за ничью, 0 очков за поражение). В случае, если две или более команд имеют равное количество очков по завершении групповых матчей, для определения положения команд применяются следующие критерии в данном порядке: 1. большее количество очков в матчах между рассматриваемыми командами; 2. лучшая разница забитых и пропущенных голов в матчах между рассматриваемыми командами; 3. большее количество голов, забитых в матчах между рассматриваемыми командами; 4. большее количество голов, забитых на чужом поле, в матчах между рассматриваемыми командами; 5. в случае, если после применения критериев с 1 по 4 команды всё ещё имеют одинаковое положение, критерии с 1 по 4 применяются снова исключительно к матчам между рассматриваемыми командами для определения их окончательного положения. В случае, если эта процедура не приводит к решению, применяются критерии с 6 по 12; 6. лучшая разница забитых и пропущенных голов во всех групповых матчах; 7. большее количество голов, забитых во всех групповых матчах; 8. большее количество голов, забитых на чужом поле, во всех групповых матчах; 9. большее количество побед во всех групповых матчах; 10. большее количество побед на чужом поле во всех групповых матчах; 11. меньшее общее количество дисциплинарных очков, основанных только на количестве жёлтых и красных карточек, полученных во всех групповых матчах (3 очка за красную карточку, 1 очко за жёлтую карточку, 3 очка за удаление после двух жёлтых карточек в одном матче); 12. жребий. |

| Условные цветовые обозначения в таблицах групп                       |
| -------------------------------------------------------------------- |
| Победители групп попадают в 1/8 финала.                              |
| Команды, занявшие вторые места в группах, попадают в стыковые матчи. |

### Группа A
| Команда         | И | В | Н | П | ГЗ | ГП | РГ  | О  |
| --------------- | - | - | - | - | -- | -- | --- | -- |
| Пари Сен-Жермен | 6 | 4 | 1 | 1 | 16 | 6  | +10 | 13 |
| Реал Мадрид     | 6 | 4 | 0 | 2 | 16 | 7  | +9  | 12 |
| Мальмё          | 6 | 1 | 2 | 3 | 7  | 14 | -7  | 5  |
| Шахтёр (Донецк) | 6 | 1 | 1 | 4 | 13 | 25 | -12 | 4  |

### Группа B
| Команда           | И | В | Н | П | ГЗ | ГП | РГ | О  |
| ----------------- | - | - | - | - | -- | -- | -- | -- |
| ПСВ               | 6 | 3 | 1 | 2 | 10 | 9  | +1 | 10 |
| ЦСКА (Москва)     | 6 | 2 | 2 | 2 | 10 | 6  | +4 | 8  |
| Манчестер Юнайтед | 6 | 2 | 2 | 2 | 6  | 10 | -4 | 8  |
| Вольфсбург        | 6 | 2 | 1 | 3 | 10 | 11 | -1 | 7  |

### Группа C
| Команда         | И | В | Н | П | ГЗ | ГП | РГ  | О  |
| --------------- | - | - | - | - | -- | -- | --- | -- |
| Бенфика         | 6 | 5 | 1 | 0 | 29 | 3  | +26 | 16 |
| Атлетико Мадрид | 6 | 4 | 1 | 1 | 25 | 5  | +20 | 13 |
| Галатасарай     | 6 | 2 | 0 | 4 | 8  | 20 | -12 | 6  |
| Астана          | 6 | 0 | 0 | 6 | 1  | 35 | -34 | 0  |

### Группа D
| Команда                  | И | В | Н | П | ГЗ | ГП | РГ | О  |
| ------------------------ | - | - | - | - | -- | -- | -- | -- |
| Манчестер Сити           | 6 | 3 | 2 | 1 | 11 | 6  | +5 | 11 |
| Севилья                  | 6 | 3 | 2 | 1 | 9  | 7  | +2 | 11 |
| Ювентус                  | 6 | 2 | 0 | 4 | 7  | 11 | -4 | 6  |
| Боруссия (Мёнхенгладбах) | 6 | 1 | 2 | 3 | 10 | 13 | -3 | 5  |

### Группа E
| Команда   | И | В | Н | П | ГЗ | ГП | РГ | О  |
| --------- | - | - | - | - | -- | -- | -- | -- |
| Барселона | 6 | 3 | 3 | 0 | 10 | 4  | +6 | 12 |
| Рома      | 6 | 2 | 3 | 1 | 12 | 6  | +6 | 9  |
| Байер 04  | 6 | 2 | 2 | 2 | 6  | 9  | -3 | 8  |
| БАТЭ      | 6 | 0 | 2 | 4 | 1  | 10 | -9 | 2  |

### Группа F
| Команда            | И | В | Н | П | ГЗ | ГП | РГ | О  |
| ------------------ | - | - | - | - | -- | -- | -- | -- |
| Динамо (Загреб)    | 6 | 3 | 1 | 2 | 9  | 8  | +1 | 10 |
| Арсенал            | 6 | 3 | 1 | 2 | 9  | 7  | +1 | 10 |
| Олимпиакос (Пирей) | 6 | 3 | 1 | 2 | 9  | 8  | +1 | 10 |
| Бавария            | 6 | 1 | 1 | 4 | 3  | 7  | -4 | 4  |

### Группа G
| Команда             | И | В | Н | П | ГЗ | ГП | РГ  | О  |
| ------------------- | - | - | - | - | -- | -- | --- | -- |
| Челси               | 6 | 4 | 2 | 0 | 15 | 4  | +11 | 14 |
| Динамо (Киев)       | 6 | 3 | 1 | 2 | 7  | 7  | 0   | 10 |
| Порту               | 6 | 2 | 2 | 2 | 8  | 7  | +1  | 8  |
| Маккаби (Тель-Авив) | 6 | 0 | 1 | 5 | 2  | 14 | -12 | 1  |

### Группа H
| Команда  | И | В | Н | П | ГЗ | ГП | РГ  | О  |
| -------- | - | - | - | - | -- | -- | --- | -- |
| Лион     | 6 | 4 | 1 | 1 | 16 | 4  | +12 | 13 |
| Валенсия | 6 | 4 | 1 | 1 | 13 | 3  | +10 | 13 |
| Зенит    | 6 | 2 | 0 | 4 | 5  | 11 | -6  | 6  |
| Гент     | 6 | 1 | 0 | 5 | 2  | 18 | -16 | 3  |

## Путь национальных чемпионов
В Пути национальных чемпионов 32 команды проводят два раунда двухматчевых противостояний с матчами дома и в гостях. Жеребьёвка прошла 1 сентября 2015. Сеяных команд не было, но перед жеребьёвкой 32 команды были поделены на четыре группы, определённые по спортивному и географическому признаку. В первом раунде команды из одной группы сыграют друг против друга. Во втором раунде победители группы 1 сыграют против победителей группы 2, победители группы 3 сыграют против победителей группы 4, а порядок матчей был определён жеребьёвкой.
| Группа 1                                                            | Группа 2                                                     | Группа 3                                                                             | Группа 4                                                           |
| ------------------------------------------------------------------- | ------------------------------------------------------------ | ------------------------------------------------------------------------------------ | ------------------------------------------------------------------ |
| Вильярреал Торино АПОЭЛ Серветт Рад Домжале Сеница Академия Пушкаша | Мидлсбро Реймс Андерлехт Бранн Селтик Эльфсборг ХИК Стьярнан | Шальке 04 Аякс Мидтьюлланн Пршибрам Ред Булл (Зальцбург) Железничар Сабуртало Зимбру | Спартак (Москва) Бешикташ Легия Вииторул Минск Литекс Ряван Актобе |

В случае, если после основного времени ответного матча общий счёт остаётся равным, для определения победителя используется правило гола, забитого на чужом поле. В случае, если команды по-прежнему равны, победитель определяется в серии пенальти (дополнительное время не играется).

### Первый раунд
Первые матчи прошли 29 и 30 сентября, ответные — 20 и 21 октября 2015. 16 победителей первого раунда попали во второй раунд.
| Команда 1            | Итог        | Команда 2        | 1-й матч | 2-й матч |
| -------------------- | ----------- | ---------------- | -------- | -------- |
| Вильярреал           | 4-4         | Серветт          | 2:3      | 2:1      |
| АПОЭЛ                | 4-9         | Академия Пушкаша | 3:3      | 1:6      |
| Сеница               | 1-2         | Торино           | 0:0      | 1:2      |
| Рад                  | 1-1 (3-2 п) | Домжале          | 0:1      | 1:0      |
| Реймс                | 5-6         | Мидлсбро         | 5:3      | 0:3      |
| Эльфсборг            | 2-1         | Стьярнан         | 2:0      | 0:1      |
| Бранн                | 1-6         | Андерлехт        | 1:1      | 0:5      |
| ХИК                  | 1-6         | Селтик           | 0:5      | 1:1      |
| Шальке 04            | 2-5         | Аякс             | 2:3      | 0:2      |
| Пршибрам             | 4-1         | Зимбру           | 2:0      | 2:1      |
| Ред Булл (Зальцбург) | 5-2         | Железничар       | 4:0      | 1:2      |
| Мидтьюлланн          | 5-2         | Сабуртало        | 3:1      | 2:1      |
| Актобе               | 0-6         | Бешикташ         | 0:2      | 0:4      |
| Спартак (Москва)     | 4-0         | Ряван            | 4:0      | 0:0      |
| Минск                | 3-7         | Вииторул         | 2:2      | 1:5      |
| Литекс               | 2-5         | Легия            | 1:2      | 1:3      |

### Второй раунд
Первые матчи прошли 3 и 4 ноября, ответные — 24 и 25 ноября 2015. 8 победителей второго раунда попали в стыковые матчи, где к ним присоединились восемь команд, занявших вторые места в группах Пути Лиги чемпионов УЕФА.
| Команда 1        | Итог | Команда 2            | 1-й матч | 2-й матч |
| ---------------- | ---- | -------------------- | -------- | -------- |
| Академия Пушкаша | 1-3  | Селтик               | 1:0      | 0:3      |
| Рад              | 0-1  | Эльфсборг            | 0:1      | 0:0      |
| Серветт          | 3-4  | Андерлехт            | 1:2      | 2:2      |
| Мидлсбро         | 6-3  | Торино               | 3:0      | 3:3      |
| Спартак (Москва) | 1-5  | Аякс                 | 0:3      | 1:2      |
| Бешикташ         | 2-5  | Ред Булл (Зальцбург) | 1:0      | 1:5      |
| Мидтьюлланн      | 5-1  | Легия                | 2:0      | 3:1      |
| Пршибрам         | 2-0  | Вииторул             | 2:0      | 0:0      |

## Стыковые матчи
В стыковых матчах 16 команд делятся на восемь пар, в которых играется по одному матчу. Жеребьёвка будет проведена 14 декабря 2015. Восемь победителей второго раунда Пути национальных чемпионов сыграют дома с командами, занявшими вторые места в группах Пути Лиги чемпионов УЕФА. Команды из одной ассоциации не могут сыграть друг с другом.
В случае, если после основного времени счёт равный, победитель определяется в серии пенальти (дополнительное время не играется).
Стыковые матчи прошли 9 и 10 февраля 2016. Восемь победителей стыковых матчей попали в 1/8 финала.
| Команда 1            | Счёт        | Команда 2       |
| -------------------- | ----------- | --------------- |
| Аякс                 | 3-1         | Севилья         |
| Пршибрам             | 2-2 (5-4 п) | ЦСКА (Москва)   |
| Ред Булл (Зальцбург) | 0-4         | Рома            |
| Андерлехт            | 2-0         | Арсенал         |
| Селтик               | 1-1 (3-4 п) | Валенсия        |
| Эльфсборг            | 1-3         | Реал Мадрид     |
| Мидлсбро             | 5-0         | Динамо          |
| Мидтьюлланн          | 4-4 (5-4 п) | Атлетико Мадрид |

## Плей-офф
В плей-офф 16 команд сыграют в турнире на выбывание, в каждой паре будет сыграно по одному матчу. Жеребьёвка пройдёт 15 февраля 2016. Механизм жеребьёвок для каждого раунда следующий:
- В жеребьёвке 1/8 финала восемь победителей групп Пути Лиги чемпионов УЕФА сыграют против восьми победителей стыковых матчей. Команды из одной группы Пути Лиги чемпионов УЕФА не могут сыграть друг с другом, но команды из одной ассоциации могут сыграть друг с другом. Жеребьёвка также определит хозяев каждого из матчей 1/8 финала.
- В жеребьёвке четвертьфиналов и последующих раундов нет посева, и команды из одной группы и одной ассоциации могут сыграть друг с другом. Жеребьёвка также определяет хозяина каждого из четвертьфинальных матчей и номинальных «хозяев» полуфинальных матчей и финала (которые проводятся на нейтральном стадионе).

В случае, если после основного времени счёт равный, победитель определяется в серии пенальти (дополнительное время не играется)

### Сетка турнира
| 1/8 финала      | 1/8 финала |  |           | Четвертьфиналы  | Четвертьфиналы |  |  | Полуфиналы      | Полуфиналы |  |  | Финал           | Финал |
|                 |            |  |           |                 |                |  |  |                 |            |  |  |                 |       |
| Реал Мадрид     | 3          |  |           |                 |                |  |  |                 |            |  |  |                 |       |
| Манчестер Сити  | 1          |  |           | Реал Мадрид     | 2              |  |  |                 |            |  |  |                 |       |
| Пршибрам        | 1(3)       |  | Бенфика   | 0               |                |  |  |                 |            |  |  |                 |       |
| Бенфика         | 1(5)       |  |           |                 |                |  |  | Реал Мадрид     | 1          |  |  |                 |       |
| Пари Сен-Жермен | 1          |  |           |                 |                |  |  | Пари Сен-Жермен | 3          |  |  |                 |       |
| Мидлсбро        | 0          |  |           | Пари Сен-Жермен | 3              |  |  |                 |            |  |  |                 |       |
| ПСВ             | 2(1)       |  | Рома      | 1               |                |  |  |                 |            |  |  |                 |       |
| Рома            | 2(3)       |  |           |                 |                |  |  |                 |            |  |  | Пари Сен-Жермен | 1     |
| Челси           | 1 (5)      |  |           |                 |                |  |  |                 |            |  |  | Челси           | 2     |
| Валенсия        | 1 (3)      |  |           | Челси           | 1              |  |  |                 |            |  |  |                 |       |
| Олимпик Лион    | 0          |  | Аякс      | 0               |                |  |  |                 |            |  |  |                 |       |
| Аякс            | 3          |  |           |                 |                |  |  | Челси           | 3          |  |  |                 |       |
| Андерлехт       | 3          |  |           |                 |                |  |  | Андерлехт       | 0          |  |  |                 |       |
| Динамо (Загреб) | 0          |  |           | Андерлехт       | 2              |  |  |                 |            |  |  |                 |       |
| Барселона       | 3          |  | Барселона | 0               |                |  |  |                 |            |  |  |                 |       |
| Мидтьюлланн     | 1          |  |           |                 |                |  |  |                 |            |  |  |                 |       |

### 1/8 финала
Матчи 1/8 финала прошли 23 и 24 февраля 2016.
| Команда 1       | Счёт        | Команда 2       |
| --------------- | ----------- | --------------- |
| Реал Мадрид     | 3-1         | Манчестер Сити  |
| Пршибрам        | 1-1 (3-5 п) | Бенфика         |
| Пари Сен-Жермен | 1-0         | Мидлсбро        |
| ПСВ             | 2-2 (1-3 п) | Рома            |
| Челси           | 1-1 (5-3 п) | Валенсия        |
| Олимпик Лион    | 0-3         | Аякс            |
| Андерлехт       | 3-0         | Динамо (Загреб) |
| Барселона       | 3-1         | Мидтьюлланн     |

### Четвертьфиналы
Четвертьфинальные матчи пройдут 8 и 9 марта 2016.
| Команда 1   | Счёт | Команда 2 |
| ----------- | ---- | --------- |
| Реал Мадрид | 2-0  | Бенфика   |
| ПСЖ         | 3-1  | Рома      |
| Челси       | 1-0  | Аякс      |
| Андерлехт   | 2-0  | Барселона |

### Полуфиналы
Полуфинальные матчи состоялись 15 апреля 2016 на стадионе «Коловрэ» в Ньоне.
| Команда 1   | Счёт | Команда 2 |
| ----------- | ---- | --------- |
| Реал Мадрид | 1-3  | ПСЖ       |
| Челси       | 3-0  | Андерлехт |

### Финал
Финал пройдёт 18 апреля 2016 на стадионе «Коловрэ» в Ньоне.
| Команда 1 | Счёт | Команда 2 |
| --------- | ---- | --------- |
| ПСЖ       | 1-2  | Челси     |